# Fontevraudklostret
Det Kongelige Kloster for Vor Frue af Fontevraud eller Fontevrault (fransk: abbaye de Fontevraud) var et kloster i landsbyen Fontevraud-l'Abbaye ved Chinon i det tidligere franske hertugdømme Anjou. Det blev grundlagt i 1101 af den omrejsende prædikant Robert af Arbrissel. Stiftelsen blomstrede og blev centrum for en ny klosterorden, Fontevrauds orden. Den bestod af et dobbeltkloster for både mænd og kvinder i separate dele af klostret, som alle var underlagt abbedissen af Fontevraud. Selve klosteret bestod af fire separate fællesskaber, som alle blev ledet af den samme abbedisse.
De første permanente strukturer blev opført mellem 1110 og 1119 i  det Det Angevinske Rige. Kongen af England, Henrik 2., hans kone, Eleonora af Aquitanien, og deres søn, Kong Richard Løvehjerte, blev alle begravet her i slutningen af det 12. århundrede. Klostret blev konfiskeret og nedlagt som kloster under den Den Franske Revolution .
Klostret ligger i Loire-dalen, der er på UNESCO's lister over verdens kulturarv, mellem Chalonnes-sur-Loire og Sully-sur-Loire i Parc naturel régional Loire-Anjou-Touraine.
Komplekset var fængsel fra 1804 til 1963. Siden 1975 har det huset et kulturcenter, Centre Culturel de l'Ouest.

## Historie

### Grundlægger
Robert af Arbrissel havde tjent som ærkepræsten i Bispedømmet Rennes, hvor han udførte biskoppens reformistiske dagsorden. Da biskoppen døde i 1095, blev Robert fordrevet fra bispedømmet på grund af præsternes fjendtlighed. Derefter blev han eremit i skoven i Craon, hvor han praktiserede et liv med streng bod sammen med mænd, der senere grundlagde store klosterinstitutioner. Hans veltalenhed og askese tiltrak mange, for hvem han i 1096 grundlagde et kloster for regelbundne kannikker i La Roë, hvoraf han var den første abbed. I samme år kaldte Pave Urban 2. ham til Angers og udnævnte ham til  apostolsk missionær og bemyndigede ham til at forkynde overalt. Hans forkyndelse tiltrak store skarer af både mænd og kvinder, endda også spedalske. Som følge heraf ønskede mange mænd at omfavne det religiøse liv, og han sendte dem til sit kloster. Da klostrets kannikker protesterede mod tilstrømningen af kandidater fra lavere sociale kredse, fratrådte han sit embede og forlod fællesskabet.

### Fontevraud
Omkring 1100 bosatte Robert og hans tilhængere sig i dalen Fons Ebraldi, hvor han etablerede et klosterfællesskab. Oprindeligt boede mænd og kvinder sammen i samme hus i en gammel asketisk praksis kaldet syneisaktisme. Denne praksis var imidlertid bredt fordømt af kirkens myndigheder, og under pres blev fællesskabet hurtigt opdelt efter køn, hvor munkene boede i små munkeklostre, hvor de levede i fællesskab til tjeneste for nonnerne og under deres styre. De blev anerkendt som et religiøst fællesskab i 1106, både af biskoppen af Angers og af Pave Paschalis 2. Robert, der kort efter genoptog sit liv med omrejsende forkyndelse, udnævnte Hersende af Champagné til at lede fællesskabet. I 1115 blev hendes assistent, Petronilla af Chemillé, valgt som den første abbedisse.
Robert skrev en kort regel for livet i fællesskabet baseret på Benedikts Regel. I modsætning til de andre klosterordner, der blev betegnet som dobbeltklostre, fulgte munkene og nonnerne i Fontevrauds orden samme regel. I den beskæftigede Robert sig med fire hovedpunkter: stilhed, gode værker, mad og tøj, hvor han tilskyndede til det yderste i livets og påklædningens enkelhed. Han beordrede, at abbedissen aldrig skulle vælges blandt dem, der var opvokset i Fontevraud, men at hun skulle være én, der havde oplevet verden (de conversis sororibus). Det påbud blev kun observeret med de to første abbedisser og blev annulleret af Pave Innocens 3. i 1201. På tidspunktet for Roberts død i 1117 var der omkring 3.000 nonner i fællesskabet.
I de tidlige år var Plantagenet-slægten store velgørere for klostret, og efter Henrik 2.'s død gjorde Eleonora af Aquitanien klostret til sin bopæl. Abbedisse Louise de Bourbon efterlod sit våbenmærke på mange af de ændrede klosterbygninger, som hun foretog i sin embedsperiode.

### Tilbagegang
Med svækkelsen af Plantagenet-dynastiet i Frankrig, begyndte Fontevraud og dets forbundne fællesskaber at gå hårde tider i møde. I slutningen af det 12. århundrede klagede abbedissen af Fontevrault, Matilde af Flandern (1189-1194), over den ekstreme fattigdom, som klostret led. Derfor fik nonnerne i 1247 lov til at modtage arv for at skabe indkomst til deres behov modsat klosterskikken. Ordenens skrøbelige økonomiske grundlag blev forværret af ødelæggelserne under Hundredårskrigen, som varede gennem det meste af det 14. århundrede.

### Inddragelse og senere historie
Ordenen blev opløst under Den Franske Revolution. I november 1789 blev al den katolske kirkes ejendom erklæret som national ejendom. Den 17. august 1792 beordrede et revolutionært dekret evakuering af alle klostre; de skulle lukkes den 1. oktober 1792. På det tidspunkt var der stadig omkring 200 nonner og et lille fællesskab af munke boende i Fontevraud. Den sidste abbedisse, Julie Sophie Charlotte de Pardaillan d'Antin, siges at være død i fattigdom i Paris i 1797. Klostret blev et fængsel i 1804.
Det var beregnet til 1.000 fanger, og klosteret krævede store ændringer som nye bygninger og omdannelsen af klosterbygninger til sovesale, værksteder og fællesarealer. De første fanger, mænd, kvinder og børn, ankom i 1814. Det kom dog til at huse omkring 2.000 fanger, og derfor fik fængslet ry for at være "den hårdeste i Frankrig efter Clairvaux" (også et tidligere kloster). Politiske fanger sad under de hårdeste forhold. Under Vichy-regeringen blev nogle medlemmer af Den franske modstandsbevægelse skudt der.
I 1963 overgik klostret til Det Franske Kulturministerium, og en større restaurering blev gennemført. I 1975 blev Centre culturel de l'Ouest dannet for at bevare klostret og fremme det som et kultursted. Komplekset blev åbnet for offentligheden i 1985. Tilbageførelsen af klosterkirkens til dets udseende omkring år 1900 skabt af arkitekten Lucien Magne blev afsluttet i 2006.
Ordenen blev genoplivet af Mme Rose i 1806 for kvinder og efter en ændret regel.

## Oversigt over abbedisser
- Petronilla af Chemillé (1115-1149)
- Matilde af Anjou (1149-1154)
- Audeburge af Hautes-Bruyères (1155-1180), hun grundlagde Amesbury Abbey, nær Stonehenge i England, i 1177
- Gilles eller Gillette (1180-1189)
- Adélaide (1189)
- Matilde af Flandern (1189-1194)
- Matilde of Bøhmen (1194-1207)
- Marie af Burgund (1207-1208) enke efter Odo 2., hertug af Burgund
- Alice af Bourbon (1208-1209) datter af den forhenværende abbedisse
- Adelaide af Bretagne (1209-1218) datter af Bertha, Hertuginde af Bretagne, og hendes anden husbond Odo 2., Viscount Porhoët[6]
- Bertha (1218-1228)
- Alice af Blois (1228-1244) datter af Theobald 5, greve af Blois, og hans anden hustru Alix af Frankrig.[7]
- Mabile af La Ferté (1244-1265)
- Jeanne de Dreux (1265-1276)
- Isabeau Davoir (1276-1284)
- Marguerite de Pocey (1284-1304)
- Eleonora af Bretagne (1304-1342)
- Isabella af Valois (1342-? )
- Marie af Bretagne (1457-1477)
- Anne af Orléans (1477-1491)
- Renée de Bourbon (1491-1534)
- Louise de Bourbon (1534-1575)
- Éléonore de Bourbon (1575-1611)
- Louise de Bourbon de Lavedan (1611-1637)
- Jeanne-Baptiste de Bourbon (1637-1670)
- Gabrielle de Rochechouart de Mortemart (1670-1704)
- Louise-Françoise de Rochechouart de Mortemart (1704-1742), niece til den forhenværende abbedisse
- Marie-Louise de Timbrone (1753-1765)
- Julie-Gillette de Pardaillan d'Antin (1765-1792) [3]

## Arkitektur

### Kirke
- Kirkens vestlige facade.
- Apsis.
- Indvendig udsigt af skibet.
- Udsigt til koret, ambulatoriet og korets kapel.

## Særlige attraktioner
Klosteret var oprindeligt gravsted til Kong Henrik 2. af England, hans hustru Eleonora af Aquitanien, deres søn kong Richard 1. af England, deres datter Johanne, deres barnebarn Raymond 7. af Toulouse og Isabella af Angoulême, hustru til Henrik og Eleonoras søn Kong Johan uden Land. Der er dog ingen jordiske rester tilbage af Henrik, Eleonora, Richard eller de andre på stedet. Deres rester blev muligvis ødelagt under Den Franske Revolution. Ligene af de franske monarker blev ligeledes fjernet fra St. Denis Basilikaen i 1793 efter ordre fra den franske regering.
Henriette Louise de Bourbon, et barnebarn af Ludvig 14. og Madame de Montespan, voksede op her. Prinsesse Thérèse af Frankrig, en datter af Ludvig 15., er også begravet her.

## Kulturelle referencer
Jean Genet beskrev en tredive år gammel fange i Fontevrauds oplevelser fra i sin semiselvbiografiske roman Miracle de la rose selvom der ikke er noget bevis for, at Genet nogensinde selv sad fængslet der.
La Cage aux Rossignols (Nattergalenes bur), en fransk film udgivet i 1945, blev filmet i klosteret.

## Yderligere læsning
- [Nicquet, H.] (1586) Histoire de l'ordre de Fontevrault. Angers, 1586; og Paris, 1643
- Édouard (pseud. Af A. Biron) (1873-74) Fontevrault et ses monumenter; ou histoire de cette royale abbaye depuis sa fondation jusqu'à sa suppression, 1100-1793. 2 vol.
- Histoire de l'ordre de Fontevrault, 1100-1908; by the Religious of Sainte-Marie-de-Fontevrault-de-Boulaur (afterwards at Vera in Navarre). 3 vols. Auch, 1911-15

## Eksterne links
- Officiel hjemmeside på fransk Arkiveret 19. maj 2020 hos  Wayback Machine
- Officiel hjemmeside på engelsk Arkiveret 16. november 2020 hos  Wayback Machine
- Fontevraud Royal Abbey på Google Cultural Institute Arkiveret 23. januar 2017 hos  Wayback Machine
- Katolsk encyklopædiartikel Arkiveret 6. december 2020 hos  Wayback Machine
- Det kongelige kloster i Fontevraud og de berømte Gisants (malede graveffigier) af Eleonora af Aqutanien, Kong Henrik 2. og Kong Richard 1.
- Abbaye Royale de Fontevraud, mange billeder, på fransk Arkiveret 31. oktober 2020 hos  Wayback Machine